# Kostel svaté Ludmily (Tetín)
Kostel svaté Ludmily v Tetíně je barokní stavba ze 17. století, nejmladší ze tetínských kostelů. Je chráněn jako kulturní památka.

## Historie
Kostel byl postaven v osmdesátých letech 17. století. Za josefínských reforem unikl zrušení, protože si ho místní obyvatelé vyžádali jako farní kostel a dali mu přednost před kostelem svatého Michaela (později svatého Jana Nepomuckého). V roce 1992 byl kostel rekonstruován.

## Architektura a interiér
Kostel stojí v sousedství románského kostela svaté Kateřiny. Prostý jednolodní kostel je založen na obdélném půdorysu s trojbokým presbytářem. Průčelí je rozčleněno pilastry s římsovými hlavicemi a zakončeno volutovým trojúhelníkovým štítovým nástavcem. Kamenný oltář je barokní: centrální obraz od neznámého malíře znázorňuje svatou Ludmilu a kněze Pavla (Kaicha?), jak vyučují svatého Václava; po stranách jsou umístěny sochy svatého Vojtěcha a svatého Prokopa, na nástavci oltáře obraz svaté Ludmily a socha archanděla Michaela. Prosklená oltářní menza obsahuje kámen, na němž byla údajně svatá Ludmila usmrcena. V lodi se nachází další menší barokní oltář a kazatelna. Varhany pocházejí z roku 1771.